# Xavier Madrigal-Sánchez
Xavier Madrigal-Sánchez (1935) es un botánico mexicano.

## Algunas publicaciones
- 1994. Características ecológicas generales de la región forestal oriental del estado de Michoacán, México. Ed. Univ. Michoacana de San Nicolás de Hidalgo, Facultad de Biología, 116 pp.

## Honores
Miembro
- Asociación Mexicana de Profesionales Forestales
- Academia Nacional de Ciencias Forestales, A.C. (dos periodos)
- Sistema Nacional de Investigadores (1989-1995)
- Académico de Número de la Academia Mexicana de Ingeniería

## Eponimia
- (Burseraceae) Bursera madrigalii Rzed. & Calderón[1]